# Irm Hermann
Pour les articles homonymes, voir Hermann.
Irmgard Hermann, dite Irm Hermann, est une actrice allemande née à Munich le 4 octobre 1942 et morte le 26 mai 2020 à Berlin (Allemagne).

## Biographie
Irm Hermann a débuté au cinéma à 23 ans dans un court métrage de Rainer Werner Fassbinder, Le Clochard (Der Stadtstreicher), sorti en 1966, avant de devenir l'une de ses actrices attitrées pendant une quinzaine d'années, jusqu'au décès du réalisateur. Elle fut pendant un moment sa partenaire de vie.Elle a aussi joué au théâtre et dans de nombreux téléfilms.

## Filmographie

### Au cinéma
- 1966 : Le Clochard (Der Stadtstreicher) de Rainer Werner Fassbinder : Frau Pigue
- 1969 : L'amour est plus froid que la mort (Liebe ist kälter als der Tod) de Rainer Werner Fassbinder : la vendeuse de lunettes
- 1969 : Le Bouc (Katzelmacher) de Rainer Werner Fassbinder : Elisabeth
- 1970 : Pourquoi monsieur R. est-il atteint de folie meurtrière ? (Warum Laüft Herr R. Amok ?) de Rainer Werner Fassbinder : une voisine de la famille R.
- 1970 : Le Soldat américain (Der amerikanische soldat) de Rainer Werner Fassbinder : une prostituée
- 1972 : Le Marchand des quatre saisons (Händler der vier Jahreszeiten) de Rainer Werner Fassbinder : Irmgard Epp, la femme du marchand
- 1972 : Les Larmes amères de Petra von Kant (die bitteren Tränen der Petra von Kant) de Rainer Werner Fassbinder : Marlene
- 1974 : Tous les autres s'appellent Ali (Angst essen Seele auf) de Rainer Werner Fassbinder : Krista
- 1974 : Effi Briest (Fontane Effi Briest) de Rainer Werner Fassbinder : Johanna
- 1975 : Le Droit du plus fort (Faustrecht der Freiheit) de Rainer Werner Fassbinder : Mme Chérie
- 1975 : Maman Küsters s'en va au ciel (Mutter Küsters'Fahrt zum Himmel) de Rainer Werner Fassbinder : Helene
- 1976 : Sternsteinhof de Hans W. Geißendörfer
- 1979 : Woyzeck de Werner Herzog : Margret
- 1980 : Endstation Freiheit de Reinhard Hauff : pharmacien
- 1981 : Lili Marleen de Rainer Werner Fassbinder : l'infirmière
- 1982 : La Montagne magique de Hans W. Geißendörfer : Mlle Engelhart
- 1983 : Le Journal d'Édith (Ediths Tagebuch) de Hans W. Geißendörfer : Sabina Angerwolf
- 1990 : Massacre allemand à la tronçonneuse (Das Deutsche Kettensägenmassaker) de Christoph Schlingensief : une douanière
- 1991 : Attention, Papa arrive ! (de) (Pappa ante portas) de Loriot : Hedwig
- 2008 : L'Homme de l'ambassade (Der Mann von der Botschaft) de Dito Tsintsadze : Mme Speck
- 2008 : Une femme à Berlin de Max Färberböck : la veuve

### À la télévision
- 1971 : Pionniers à Ingolstadt (Pioniere in Ingolsdadt) de Rainer Werner Fassbinder : Alma
- 1972 : Huit heures ne font pas un jour (Acht Stunden sind kein Tag), feuilleton en 5 épisodes de Rainer Werner Fassbinder : Irmgard Erlkönig
- 1973 : Gibier de passage (Wildwechsel) de Rainer Werner Fassbinder : une fonctionnaire de police
- 1974 : Nora Helmer, d'après Henrik Ibsen, de Rainer Werner Fassbinder : Helene
- 1975 : Peur de la peur (Angst vor der Angst) de Rainer Werner Fassbinder : Lore

## Voix françaises
- Frédérique Cantrel dans Deux hommes en costume (2018)